# Polyptychus murinus
Polyptychus murinus là một loài bướm đêm thuộc họ Sphingidae. Loài này có ở Liberia, Nigeria và từ Cameroon tới Congo và Angola.